# Пери (Флорида)
Пери (енгл. Perry) град је у америчкој савезној држави Флорида. По попису становништва из 2010. у њему је живело 7.017 становника.

## Демографија
Према попису становништва из 2010. у граду је живело 7.017 становника, што је 170 (2,5%) становника више него 2000. године.
| Група             | 2000.         | 2010.         |
| Белци             | 3.789 (55,3%) | 3.804 (54,2%) |
| Афроамериканци    | 2.819 (41,2%) | 2.817 (40,1%) |
| Азијати           | 33 (0,5%)     | 99 (1,4%)     |
| Хиспаноамериканци | 113 (1,7%)    | 152 (2,2%)    |
| Укупно            | 6.847         | 7.017         |